# Гомес Андраде, Еймар
Еймар Пастор Гомес Андарде (исп. Yeimar Pastor Gómez Andrade; род. 30 июня 1992, Тадо, Чоко) — колумбийский футболист, защитник клуба «Сиэтл Саундерс» и сборной Колумбии.

## Клубная карьера
Гомес — воспитанник аргентинского клуба «Росарио Сентраль». Летом 2013 года игрок на правах аренды перешёл в «Тиро Федераль». В матче против «Химансия и Тиро» он дебютировал в за новую команду. 3 ноября в поединке против «Химнасия и Тиро» Еймар забил свой первый гол за Тиро Федераль. По окончании аренды игрок вернулся в «Росарио Сентраль». 12 октября 2014 года в матче против «Бока Хуниорс» он дебютировал в аргентинской Примере. В начале 2016 года Еймар был арендован «Арсеналом» из Саранди. 2 февраля в матче против «Колона» он дебютировал за новую команду.
Летом 2016 года Гомес на правах аренды перешёл в «Индепендьенте Ривадавия». 28 августа в матче против «Гильермо Браун» он дебютировал в Примера B Насьональ. 27 ноября в поединке против «Сан-Мартин Тукуман» Еймар забил свой первый гол за «Индепендьенте Ривадавия».
Летом 2017 года Гомес перешёл в «Унион Санта-Фе». 29 августа в матче против «Ньюэллс Олд Бойз» он дебютировал за новую команду. 1 мая 2018 года в поединке против «Тальерес» Еймар забил свой первый гол за «Унион Санта-Фе». В 2020 году Гомес подписал контракт с американским «Сиэтл Саундерс». 8 марта в матче против «Коламбус Крю» он дебютировал в MLS. 3 сентября в поединке против «Реал Солт-Лейк» Еймар забил свой первый гол за «Сиэтл Саундерс». В 2022 году игрок помог клубу выиграть Лигу чемпионов КОНКАКАФ.

## Международная карьера
16 ноября 2021 года в товарищеском матче против сборной Гондураса Гомес дебютировал за сборную Колумбии.

## Достижения
Клубные
 «Сиэтл Саундерс»
- Обладатель Кубка чемпионов КОНКАКАФ — 2022